# Landgericht Vilbel
Das Landgericht Vilbel war von 1853 bis 1879 ein erstinstanzliches Gericht der ordentlichen Gerichtsbarkeit in der Provinz Oberhessen des Großherzogtums Hessen mit Sitz in Vilbel (heute: Bad Vilbel). Dem Landgericht übergeordnet war das Hofgericht Gießen und darüber das Oberappellationsgericht Darmstadt.

## Gründung
Bei Einrichtung der Landgerichte im Großherzogtum 1821 entsprachen deren Bezirke immer einem Landratsbezirk oder dem Teil eines Landratsbezirks. Durch mehrere Verwaltungsreformen hatten sich nicht nur die Bezeichnungen, sondern auch deren Grenzen geändert, zuletzt als die in Folge der Märzrevolution 1848 geschaffenen Regierungsbezirke 1852 wieder abgeschafft wurden. So kam es in den Provinzen Starkenburg und Oberhessen zu einer umfassenden Revision der Zuständigkeitsbereiche der Gerichte, wobei auch Gerichte aufgelöst und neue gebildet wurden.
So wurde zum 15. Oktober 1853 das Großherzoglich Hessische Landgericht Vilbel gegründet und dabei auch die Landgerichte Großkarben und Rödelheim aufgelöst.

## Bezirk
| Gemeinde                    | Herkunft               | Zugang | Abgang | Nach                          |
| --------------------------- | ---------------------- | ------ | ------ | ----------------------------- |
| Büdesheim                   | Landgericht Großkarben | 1853   | 1879   | Amtsgericht Vilbel            |
| Burg-Gräfenrode             | Landgericht Großkarben | 1853   | 1879   | Amtsgericht Vilbel            |
| Burgholzhausen vor der Höhe | Landgericht Großkarben | 1853   | 1879   | Amtsgericht Vilbel            |
| Dortelweil                  | Freie Stadt Frankfurt  | 1866   | 1879   | Amtsgericht Vilbel            |
| Groß-Karben                 | Landgericht Großkarben | 1853   | 1879   | Amtsgericht Vilbel            |
| Harheim                     | Herzogtum Nassau       | 1866   | 1879   | Amtsgericht Vilbel            |
| Heldenbergen                | Landgericht Großkarben | 1853   | 1879   | Amtsgericht Vilbel            |
| Kaichen                     | Landgericht Großkarben | 1853   | 1879   | Amtsgericht Vilbel            |
| Klein-Karben                | Landgericht Großkarben | 1853   | 1879   | Amtsgericht Vilbel            |
| Kloppenheim                 | Landgericht Großkarben | 1853   | 1879   | Amtsgericht Vilbel            |
| Massenheim                  | Kurfürstentum Hessen   | 1866   | 1879   | Amtsgericht Vilbel            |
| Niedereschbach              | Landgericht Großkarben | 1853   | 1879   | Amtsgericht Vilbel            |
| Nieder-Erlenbach            | Freie Stadt Frankfurt  | 1866   | 1879   | Amtsgericht Vilbel            |
| Niederursel                 | Landgericht Rödelheim  | 1853   | 1866   | Justizamt Homburg             |
| Ober-Erlenbach              | Landgericht Großkarben | 1853   | 1879   | Amtsgericht Vilbel            |
| Ober-Eschbach               | Landgericht Großkarben | 1853   | 1879   | Amtsgericht Vilbel            |
| Okarben                     | Landgericht Großkarben | 1853   | 1879   | Amtsgericht Vilbel            |
| Petterweil                  | Landgericht Großkarben | 1853   | 1879   | Amtsgericht Vilbel            |
| Rendel                      | Landgericht Großkarben | 1853   | 1879   | Amtsgericht Vilbel            |
| Rodheim                     | Landgericht Großkarben | 1853   | 1879   | Amtsgericht Vilbel            |
| Rödelheim                   | Landgericht Rödelheim  | 1853   | 1866   | Justizamt Homburg             |
| Steinbach                   | Landgericht Rödelheim  | 1853   | 1879   | Amtsgericht Offenbach am Main |
| Vilbel                      | Landgericht Großkarben | 1853   | 1879   | Amtsgericht Vilbel            |

## Weitere Entwicklung
Durch den Friedensvertrag vom 3. September 1866 zwischen dem Großherzogtum Hessen und dem Königreich Preußen wurden Rödelheim und Niederursel an Preußen abgetreten, während eine Reihe von Orten dem Großherzogtum zugeschlagen und hinsichtlich der gerichtlichen Zuständigkeit dem Landgericht Vilbel zugeteilt wurden (siehe: Übersicht).

## Ende
Mit dem Gerichtsverfassungsgesetz von 1877 wurden Organisation und Bezeichnungen der Gerichte reichsweit vereinheitlicht. Zum 1. Oktober 1879 hob das Großherzogtum Hessen deshalb die Landgerichte auf. Funktional ersetzt wurden sie durch Amtsgerichte. So ersetzte das Amtsgericht Vilbel das Landgericht Vilbel. „Landgerichte“ nannten sich nun die den Amtsgerichten direkt übergeordneten Obergerichte. Das Amtsgericht Vilbel wurde dem Bezirk des Landgerichts Gießen zugeordnet.

## Gerichtsgebäude

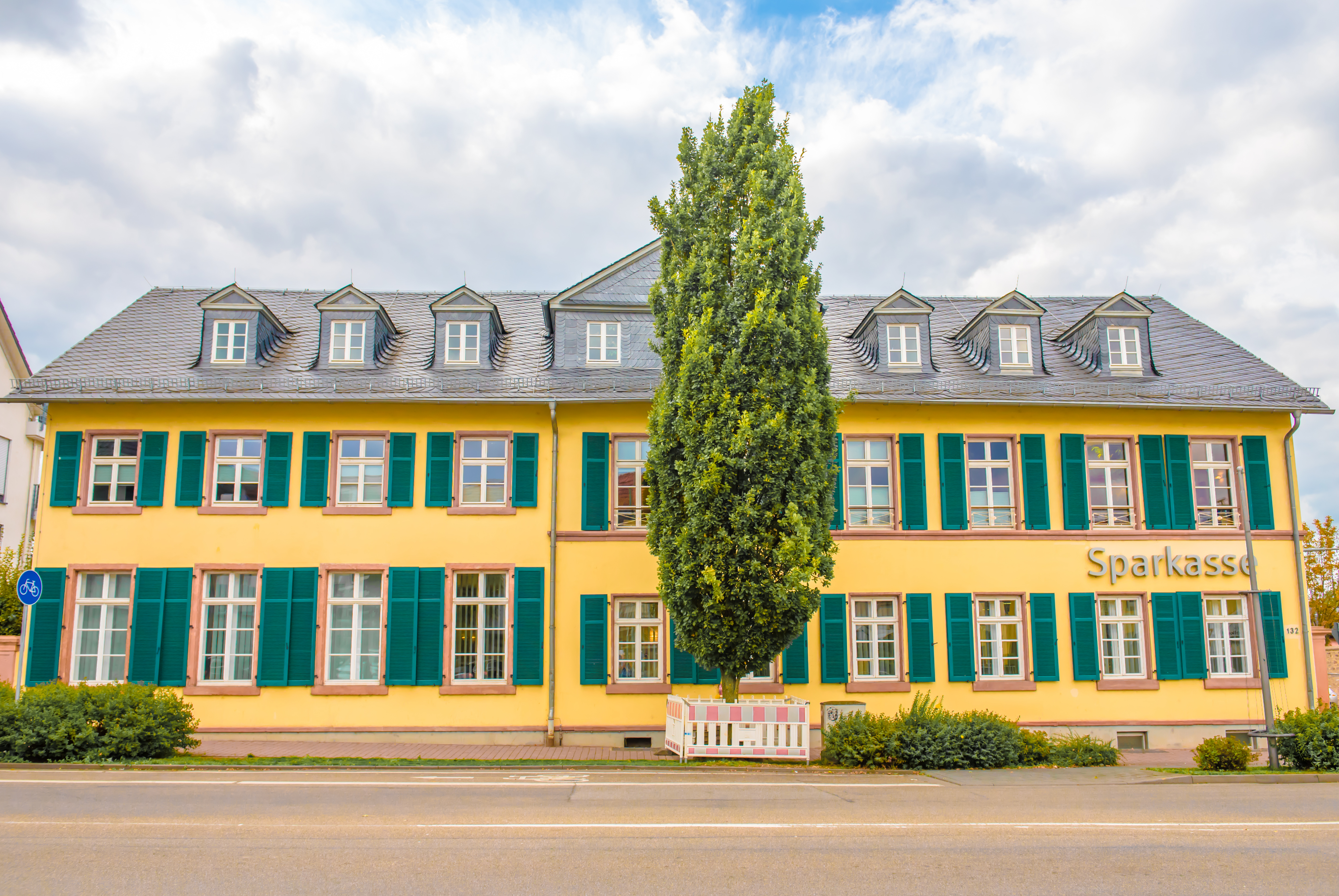
Altes Gerichtsgebäude

Der erste Sitz des Landgerichtes befand sich in der Frankfurter Straße 132. Das zweigeschossige klassizistische Gebäude wurde 1830 außerhalb der Stadt als Zolldirektion des Großherzogtums Hessen erbaut. Mit dem Beitritt der freien Stadt Frankfurt zum Zollverein 1836 entfiel dieser Zweck. Um 1850 zog das Landgericht Vilbel in das Gebäude ein, das nachfolgend auch noch vom Amtsgericht Vilbel genutzt wurde. Später erwarb es die Stadt Vilbel, die darin Wohnungen einrichtete. Seit 1999 wird es als Bankgebäude genutzt. In diesem Zusammenhang erfolgte eine Sanierung, bei der die Fenster wieder in den originalen Zustand, nämlich Kastenfenster, umgebaut wurden. Das Gebäude ist ein Kulturdenkmal nach dem Hessischen Denkmalschutzgesetz und steht damit unter Denkmalschutz.